# Општина Словенска Бистрица
Општина Словенска Бистрица (словен. Slovenska Bistrica) је једна од општина Подравске регије у држави Словенији. Седиште општине је истоимени град Словенска Бистрица.

## Природне одлике
Рељеф: Општина Словенска Бистрица налази се у источном делу Словеније, у словеначком делу Штајерске. Будући да је општина једна од највећих у држави у њој се може одредити неколико целина. Северни део општине простире се на северним јужним падинама Похорја и планинског је карактера. Средишњи део општине је равничарски, у проширеној долини реке Драве и то је најнасељенији део општине. Јужни део припада области Халозе, која је брдског карактера и познати виноградарски крај.
Клима: У општини влада умерено континентална клима.
Воде: На подручју општине има само мањих водотока, који су у сливу река Драве и Дравиње. Најважнији од њих је речица Ложница.

## Становништво
Општина Словенска Бистрица је средње густо насељена.

## Насеља општине
| - Бојтина - Брезје при Словенски Бистрици - Буковец - Велико Тиње - Видеж - Винарје - Висоле - Врхлога - Врхоле при Лапорју - Врхоле при Словенских Коњицах - Габерник - Гај - Гладомес - Девина - Долги Врх - Друмлажно - Жабљек - Згорња Бистрица - Згорња Брежница - Згорња Ложница | - Згорња Нова Вас - Згорња Полскава - Згорње Пребуковје - Јешовец - Јуришна Вас - Калше - Кебељ - Клопце - Кочно об Ложници - Кочно при Полскави - Корпље - Костањевец - Кот на Похорју - Ковача Вас - Крижни Врх - Лапорје - Лесковец - Левич - Локања Вас - Лукања | - Мало Тиње - Модрич - Надград - Нова Гора над Словенско Бистрицо - Огљеншак - Ошељ - Планина под Шумиком - Подград на Похорју - Покоше - Прагерско - Прелоге - Препуж - Претреж - Радковец - Разгор при Жабљеку - Реп - Ритозној - Селе при Полскави - Севец - Словенска Бистрица | - Смречно - Сподња Ложница - Сподња Нова Вас - Сподња Полскава - Сподње Пребуковје - Стари Лог - Тињска Гора - Трновец при Словенски Бистрици - Туришка Вас на Похорју - Урх - Фаровец - Фошт - Фрајхајм - Хошница - Цезлак - Цигонца - Чрешњевец - Шентовец - Шмартно на Похорју |  |

## Додатно погледати
- Словенска Бистрица